# مکسر حسینیه
مکسر حسینیه (mokasar hoseyniye)، روستای است در شمال شرق و در فاصله۲۴ کیلومتری شهرستان خرمشهر و با ارتفاع ۵ متر از سطح دریا، در منطقه گرم و خشک و در کنار رود کارون و در منطقه دشت در فاصله 1۵ کیلومتری شرق ایستگاه گرمدشت قرار دارد.

## منبع
- کتاب گیتاشناسی ایران، عباس جعفری، جلد سوم، 1384